# Nicholas Bond-Owen
Nicholas Bond-Owen Ashford, Middlesex, Engeland, 13 november 1968. Engels voormalig acteur die voornamelijk bekend werd door zijn rol als Tristram Fourmile in alle vijf seizoenen van de comedyserie George & Mildred. 

## Filmografie
- Dramarama televisieserie - Rol onbekend (Afl., Just a Game, 1986)
- Oliver Twist Televisieserie - Charley Bates (7 afl., 1985)
- Lassiter (1984) - Freddie, jongen bij ambassade
- The Coral Island (Mini-serie, 1983) - Peterkin
- Rhubarb Rhubarb (1980) - Kleine jongen
- George & Mildred (1980) - Tristram Fourmile
- Confessions from a Holiday Camp (1977) - Kevin
- George & Mildred televisieserie - Tristram Fourmile (1976-1979)